# ZoSIA
ZoSIA (Zintegrowany System Informacji Archiwalnej) – system informatyczny użytkowany we wszystkich polskich archiwach państwowych (ewidencji i inwentaryzacji), realizowany przez Narodowe Archiwum Cyfrowe.
System umożliwia prowadzenie ewidencji materiałów archiwalnych, tworzenie pomocy archiwalnych oraz prowadzenie kwerend. ZoSIA tworzona jest w oparciu o ideę open source i standard (ISAD), w założeniu zastąpiła dotychczasowe bazy danych stosowane w archiwach, których podstawą był MS Access. ZoSIA może też być stosowana w innych (poza archiwami państwowymi) instytucjach, które przechowują materiały archiwalne (biblioteki, muzea, ośrodki dokumentacyjne itp.). Użytkowana obecnie wersja 2.3. składa się m.in. z modułów umożliwiających inwentaryzację dokumentacji aktowej, technicznej, kartograficznej, ulotnej, fotograficznej, nagrań czy obiektów muzealnych.

## Historia
System powstał w wyniku prac zespołu powołanego 13 lipca 2007 r. przez Naczelnego Dyrektora Archiwów Państwowych Sławomira Radonia. Projekt jest realizowany przez Narodowe Archiwum Cyfrowe, a całością prac kierował do lutego 2012 r. Rafał Magryś, kierownik Oddziału Informacji i Zasobów Cyfrowych NAC.
W 2009 roku system wprowadzono do testowego stosowania w Archiwum Państwowym w Poznaniu i Archiwum Państwowym w Lublinie wraz z oddziałami, a w 2013 r. wprowadzono go w Archiwum Państwowym w Lesznie, w maju 2014 r. w Archiwum Państwowym w Radomiu. Do końca 2017 r. system wdrożono we wszystkich archiwach państwowych w Polsce.
W listopadzie 2009 roku uruchomiony został testowy serwis szukajwarchiwach.pl (obecnie szukajwarchiwach.gov.pl), moduł systemu umożliwiający dostęp przez Internet do zgromadzonych danych (prezentowane są tam też skany zdigitalizowanych archiwaliów z wszystkich archiwów państwowych, Instytutu Hoovera i innych instytucji). W czerwcu 2013 r. liczba zamieszczonych skanów dokumentów wyniosła ponad 7 mln. Obecnie liczba skanów przekroczyła 37 mln.
System wdrożono (poza archiwami państwowymi) także w innych instytucjach, m.in.: Muzeum Narodowe w Krakowie, Państwowe Muzeum na Majdanku, Muzeum Zamoyskich w Kozłówce, archiwum Uniwersytetu Jagiellońskiego, Muzeum Zabawek i Zabawy w Kielcach. Od października 2012 r. system użytkowany jest przez Archiwum Polskich Ormian prowadzonym przez Fundację Kultury i Dziedzictwa Ormian Polskich oraz studentów Instytutu Historii i Archiwistyki UMK, Instytutu Historii i Stosunków Międzynarodowych Uniwersytetu Szczecińskiego i Instytutu Historycznego UW.
W 2018 r. rozpoczęto realizację projektu "Modernizacja Zintegrowanego Systemu Informacji Archiwalnej ZoSIA” dofinansowanego w ramach Programu Operacyjnego Polska Cyfrowa Oś Priorytetowa nr 2 „E-administracja i otwarty rząd” Działanie nr 2.1 „Wysoka dostępność i jakość e-usług publicznych”. W 2019 r. projekt został zamknięty.